# Els Casots
Els Casots és una entitat de població del municipi de Subirats (Alt Penedès). El veïnat se situa al nord del terme, entre els quilòmetres 3 i 4 de la carretera BP-2427, que uneix la N-340 amb Sant Sadurní d'Anoia, i a la cruïlla d'on surt el camí d'accés al castell de Subirats.

## Història
El nucli es formà al segle XIX, a partir de dos carrers pràcticament paral·lels, anomenats els Casots i sota-Casots. Durant el segle XIX i a principis del XX es van obrir mines de carbó. El 1989 es va descobrir el jaciment paleontològic, anomenat els Casots, un dels jaciments del Miocè Mitjà més importants d'Europa, on s'hi han trobat restes de mamífers de més de setze milions d'anys d'antiguitat,

## Llocs d'interès
- La capella de la Maternitat de la Mare de Déu, d'estil neoromànic rural, construït amb blocs de pedra irregulars lligats amb ciment, de nau única amb absis semicircular i teulada a doble vessant.[4]
- Can Llopart de la Costa, una masia de planta rectangular formada per planta baixa, pis i golfes, amb coberta a dues vessants, propietat de Caves Llopart.[5]
- Torre de Can Llopart, torre de guaita protegida com a bé cultural d'interès local, propera a Can Llopart de la Costa.[6]
- Cal Figueres, masia del segle xvii, a la propietat de les Caves Oliver-Batllori.[7]
- El jaciment paleontològic dels Casots, declarat Bé Cultural d'Interès Nacional.[3]

- El Castell de Subirats, edifici més representatiu de la defensa de la frontera de la Marca del Penedès a principis del segle x.[8]
- Patronat Familiar de Subirats, centre cultural.[9]
- Font dels Casots, decorada amb rajoles blanques i blaves formant un escacat, amb la mateixa estètica que en d'altres barris de Subirats, fet que reforça la identitat municipal.[10]
- Com a indrets d’interès natural, la propera font del Vidal o del Manar,[11] i les Flandes dels Casots.[12]

## Galeria

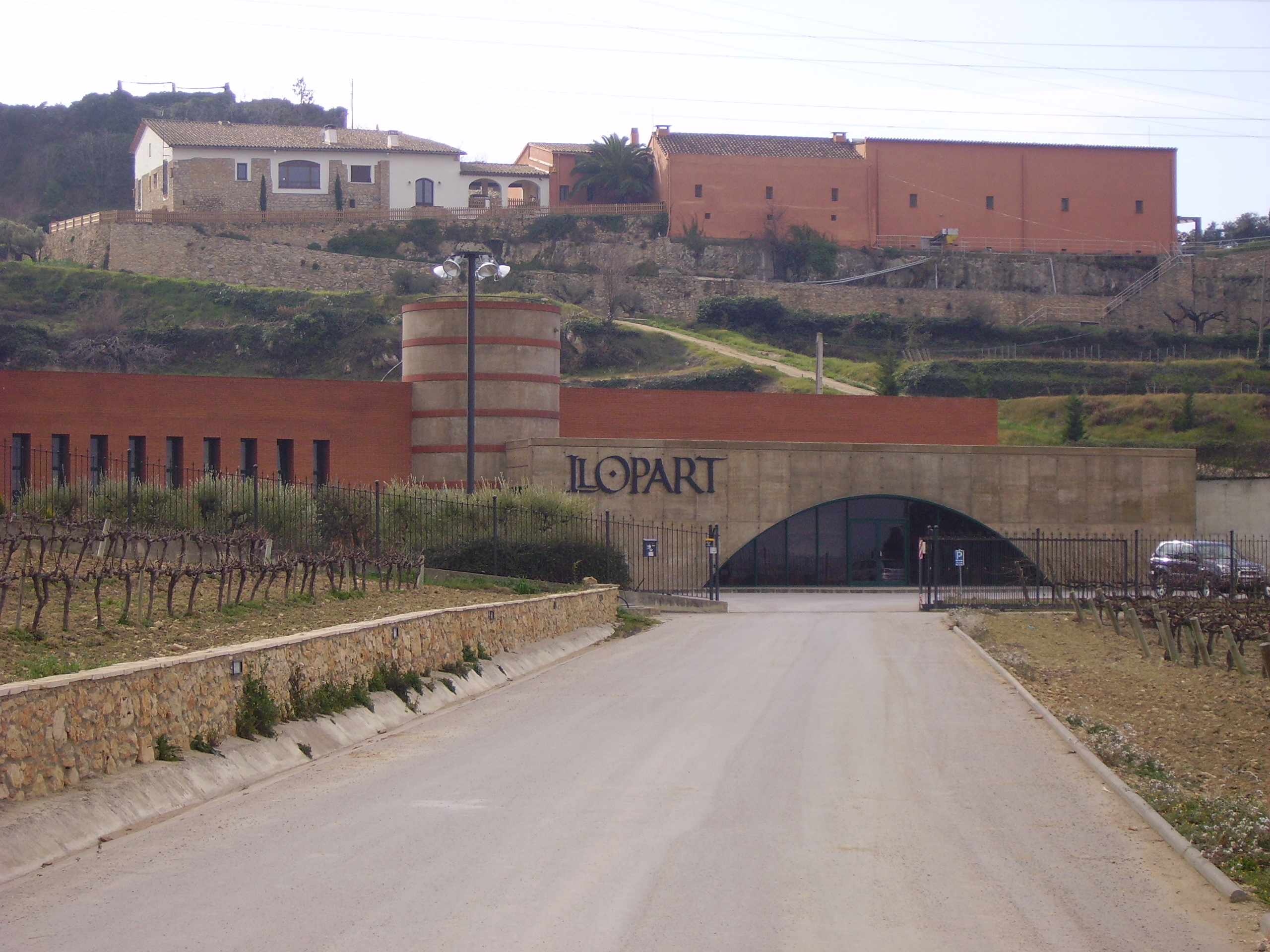
Caves Llopart
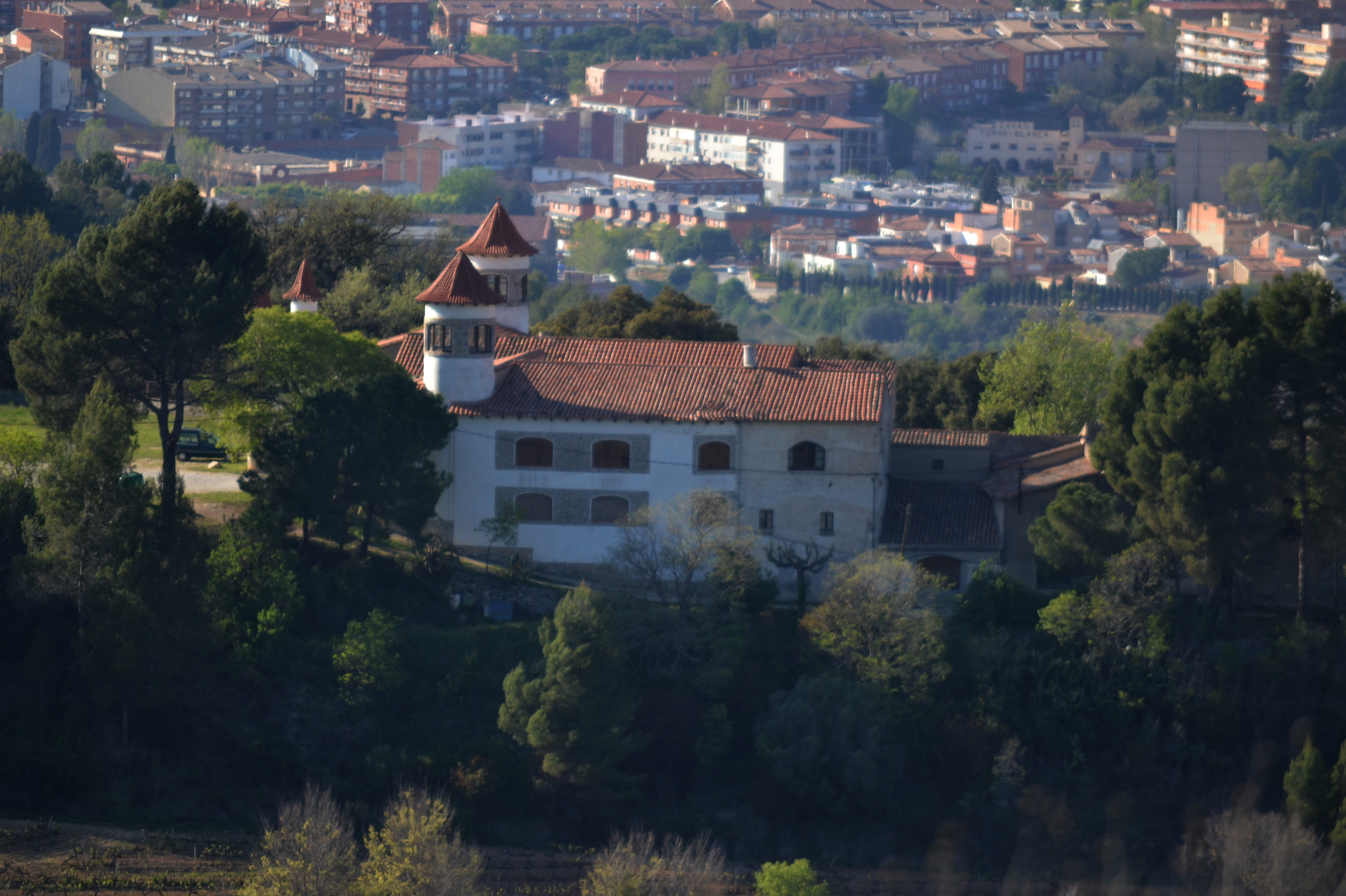
Cal Figueres
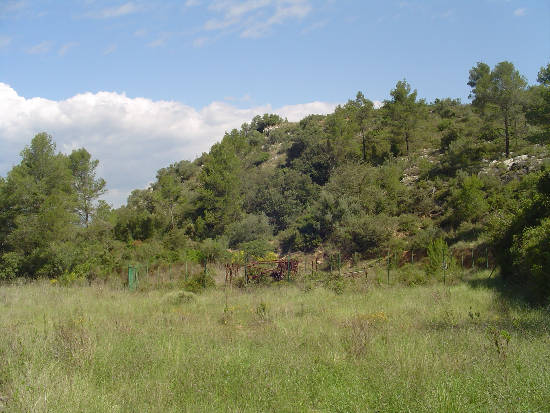
Jaciment paleontològic
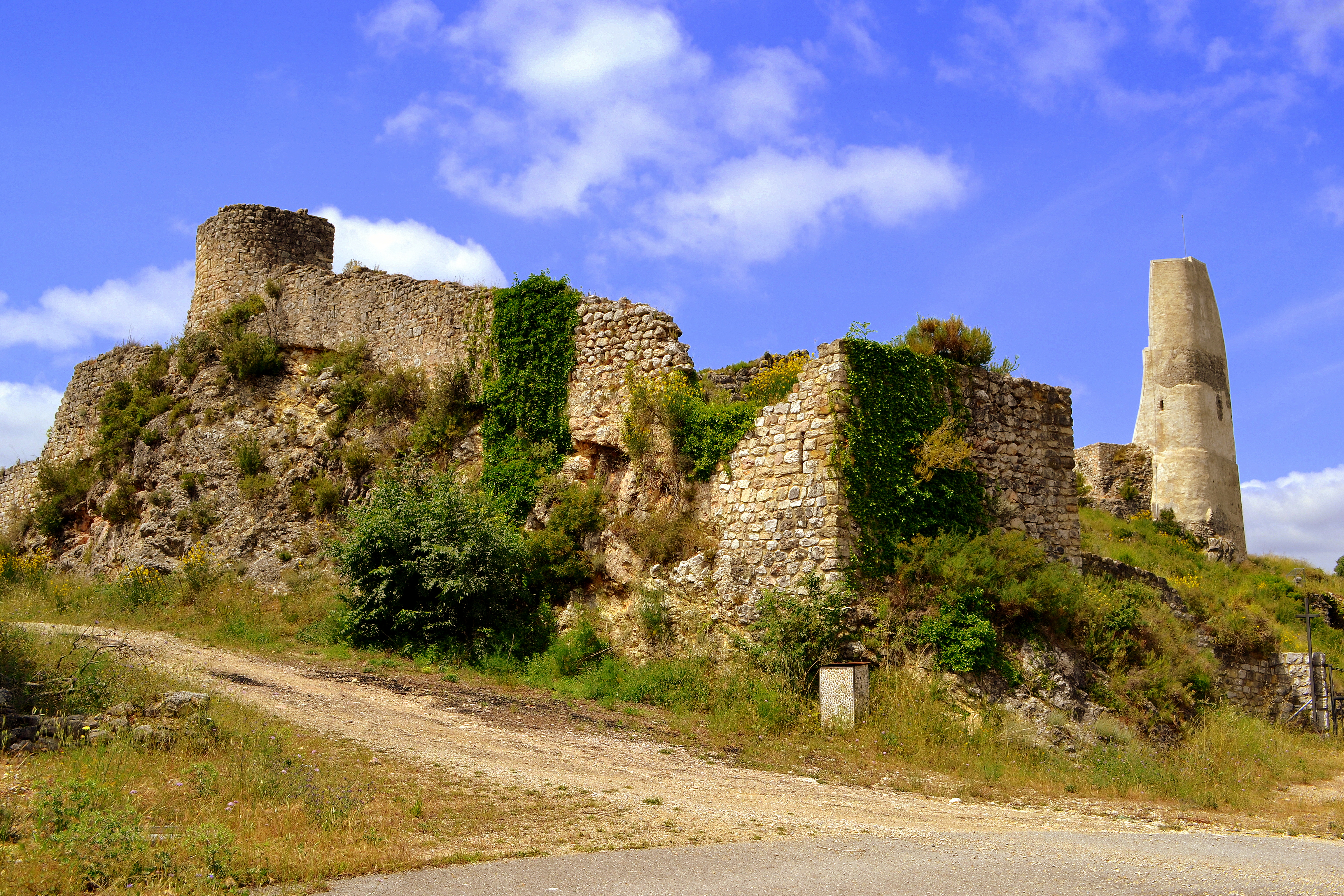
Castell de Subirats